# Almost Love
Pour plus de détails, voir Fiche technique et Distribution.
Almost Love  (hangeul : 청춘 만화; RR : Cheongchun-manhwa), est un film sud-coréen réalisé par Lee Han, sorti en 2006.

## Synopsis
Deux amis d'enfance, Ji-hwan, étudiant qui veut devenir cascadeur comme Jackie Chan et Dal-rae, étudiante en art dramatique qui veut devenir actrice mais qui a tendance à échouer aux auditions à cause de sa timidité mènent une relation compliquée quand ils commencent à fréquenter d'autres personnes.

## Fiche technique
- Titre original : 청춘 만화; Cheongchun-manhwa
- Titre anglais : Almost Love
- Réalisation : Lee Han
- Scénario : Lee Han
- Musique : Kim Min-gyu
- Photographie : Lee Jun-gyu
- Montage : Kim Sun-min
- Assistant réalisateur : Kim Gwang-tae
- Cascades :  Kim Tae-hwan-I
- Production : Han Seong-gu
- Société de production : Popcorn Films
- Société de distribution : Showbox
- Pays d'origine :  Corée du Sud
- Langue originale : coréen
- Format : Couleur - 1.85 : 1
- Genre : Romance, comédie, action
- Durée : 100 minutes
- Dates de sortie :
  - Corée du Sud : 23 mars 2006
  - Malaisie : 8 juin 2006
  - Singapour : 8 juin 2006
  - Japon : 19 août 2006
  - Thaïlande : 30 novembre 2006
  - Hong Kong : 19 avril 2007

## Distribution
- Kwon Sang-woo : Ji-hwan
- Kim Ha-neul : Dal-rae
- Lee Sang-woo : Moon Young-hoon
- Jang Mi-inae : Kim Ji-min
- Jung Gyu-soo : Père de Dal-rae
- Park Ji-bin : Ji-hwan jeune
- Jung Min-ah : Dal-rae jeune
- Choi Jong-ryul
- Kang Ki-hwa
- Lee Young-ran
- Lee Kyeong-jin
- Park Kyeong-hwan
- Ku Hye-ryeong
- Jo Deok-je